# 簡霄
簡霄（15世紀—16世紀），字騰芳，號蓉溪、蓉泉，江西臨江府新喻縣排江鄉人，明朝政治人物。

## 生平
簡霄是弘治十七年（1504年）江西鄉試舉人，正德九年（1514年）成進士，獲授石首知縣，十一年調任黄冈县。十四年十一月，授山西道試監察御史，嘉靖六年六月陞任大理寺右寺丞，平反案件有聲。九年丁父忧归，十二年九月服阕起补左寺丞。十二年十二月，他獲擢官僉都御史巡撫河南，十五年十一月，進任南京都察院右副都御史、提督操江兼管巡江，十八年六月与魏国公徐鹏举发生争端，被革职閑住。後陞為南京兵部右侍郎，奉命護送慈孝獻皇后入葬顯陵，很快請求辭官回鄉，不久去世，有《歷官奏議》及《政要蓉泉漫稾》流傳。

## 家族
曾祖简显汉，祖父简应梦，皆隐德弗仕。父簡成（1454年-1530年），字缉典，以字行，號适斋，嘉靖九年五月三日卒，年七十有七。前母黎氏，封孺人；母闵氏。弟簡霖、簡秋芳。

## 引用
1. 1 2  同治《弋陽縣志·卷九·人物志》：簡霄，字騰芳，排江人，正德甲戌進士，授石首令，厯官大理丞，平反有聲。擢僉都御史巡撫河南，進南京副都御史提督操江，陞兵部右侍郎，奉命護慈孝獻皇后南顯陵，尋乞歸卒，著有《厯官奏議》及《政要蓉泉漫稾》。 省志作《蓉溪集》
2. ↑  同治《新喻縣志·卷八·選舉》：宏治十七年甲子鄉試……簡霄 見進士